# Dietrich Bittinger
Dietrich Bittinger (* 15. Dezember 1869; † 1926 in Stuttgart) war ein deutscher Jurist, Marineoffizier und Polizeipräsident von Stuttgart.

## Leben

### Juristischer Werdegang
Dietrich Bittinger studierte Rechtswissenschaften und promovierte. 1898 wurde er, nachdem er als Assistent der Regierung von Oberfranken in der Kammer des Innern gearbeitet hatte, Assessor des Bezirksamtes Münchberg. 1909 war er als Polizeirat Bezirksamtsassessor in der Polizeidirektion München. Er war als Polizeidezernent für die politischen, Vereins-, Presse-, Kunst- und Theaterangelegenheiten auch für die Theaterzensur in München verantwortlich, bevor er von Dezember 1911 bis Ende 1914 als Polizeidirektor Polizeipräsident von Stuttgart war.

### Militärischer Werdegang
Dietrich Bittinger trat am 13. April 1888 in die Kaiserliche Marine ein und wurde Reserveoffizier. Am 19. August 1896 wurde er Leutnant zur See der Reserve der Matrosenartillerie. 1912 war er als Kapitänleutnant (Beförderung am 10. August 1902) in der Reserve der Matrosenartillerie im Landwehrbezirk Stuttgart. Am 12. April 1913 wurde er aus der Marine verabschiedet und später wieder reaktiviert. Von September 1914 bis Juli 1917 war er Kommandeur des II. Bataillons beim Matrosen-Regiment 5 bei der 4. Marine-Brigade. Am 17. November 1916 erhielt er den Charakter als Korvettenkapitän verliehen. Bis zu seiner erneuten Verabschiedung aus der Marine war er Bataillonskommandeur im 3. Matrosen-Artillerie-Regiment. Für die Führung wurde er 1917 ausgezeichnet. Am 6. Dezember 1918 wurde er endgültig aus der Marine verabschiedet.

### Auszeichnungen
Bis Mai 1912 war er u. a. mit dem Roten Adlerorden 4. Klasse, dem Ritterkreuz mit der Krone des Greifenorden, dem Kaiserlich und Königlich russischen St.-Annen-Orden 3. Klasse, dem königlich spanischen Orden für Verdienste zur See 3. Klasse und dem Ritterkreuz des königlich spanischen Karls III. Orden ausgezeichnet worden.
Am 23. Dezember 1917 wurde er mit dem Kreuz der Ritter mit Schwertern des Hausordens von Hohenzollern mit Schwertern ausgezeichnet.
1927 wurde in Kaltental (Stuttgart) der Bittingerweg nach ihm benannt.

## Werke (Auswahl)
- Zur Kostenfrage bei Verleihung von Kaminkehrbezirken. In: Deutsche Verwaltungsblätter, Band 50, 1900, S. 98 ff.
- Die wirtschaftlichen, öffentlichen-rechtlichen und privatrechtlichen Verhältnisse der Sterbekassen. In: Deutsche Verwaltungsblätter, Band 52–53, 1902, S. 209 ff.